# 低表面亮度星系

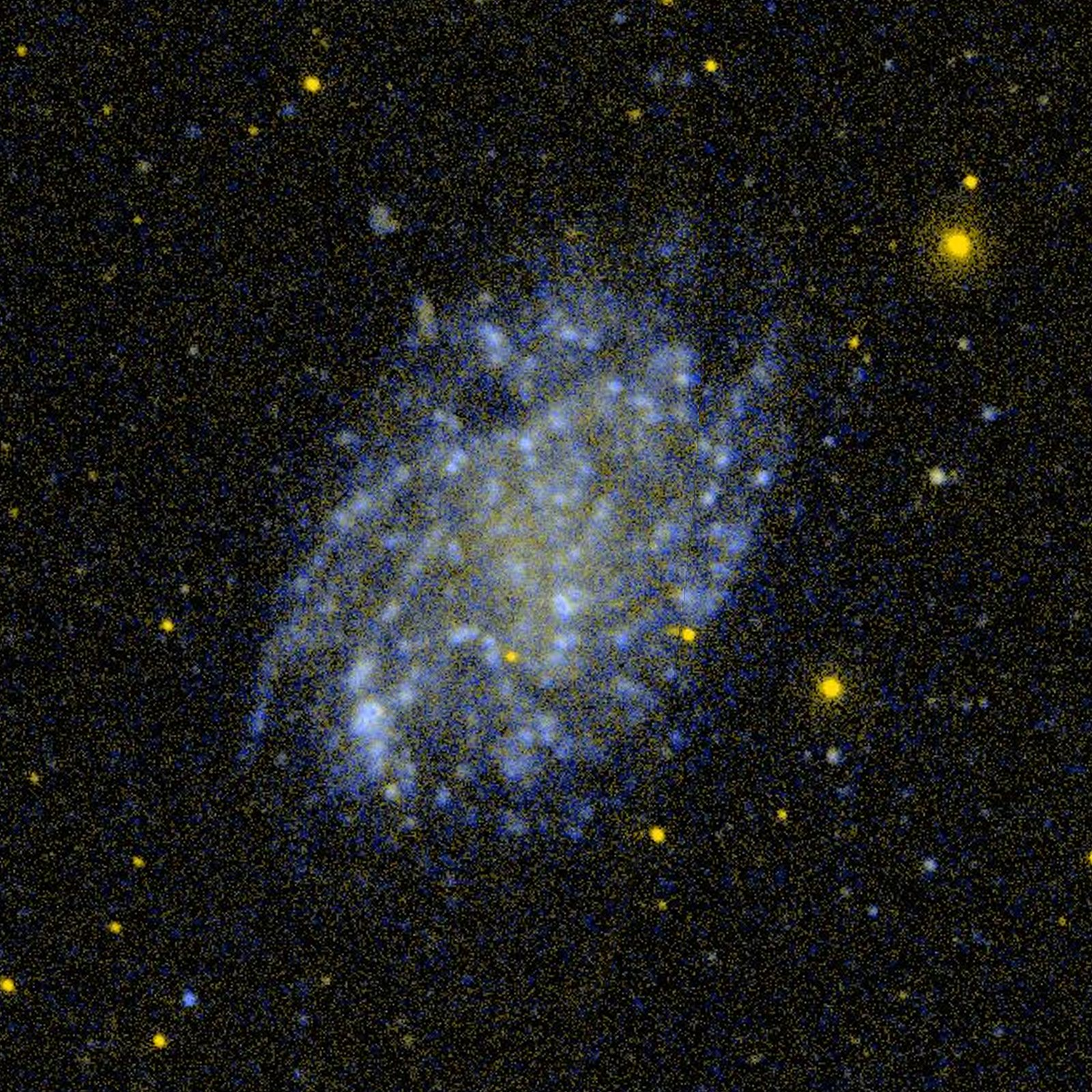
由GALEX拍摄的低表面亮度漩涡星系NGC 45。

低表面亮度星系（low-surface-brightness galaxy），或LSB星系，是一种弥漫星系，当从地球观察这些星系时，在夜空的环境中，它们的表面亮度至少比周围的背景天光低一个星等。
多数的LSB星系是矮星系，并且其中多数的重子物质是以中性气态氢形式存在的，而不是以恒星的形式存在。它们似乎有超过95%的质量来源于非重子的暗物质。 在这些星系中似乎也没有超新星的活动。
对LSB星系的自转曲线测量显示出极高比率的质量-光度比（{\displaystyle \Upsilon }）。这意味著恒星和发光气体对LSB星系的整体质量平衡贡献很少。在LSB星系中心的恒星中没有大的超高密度恒星，这和普通漩涡星系的核球有很大差异。因此，即使在星系中心似乎也是由暗物质主導的。这使得它们成为研究暗物质的绝佳实验室。
相对于曾被仔细研究过的高表面亮度星系，LSB星系主要是孤立的视场星系，在缺乏其它星系的天区中被发现。它们在形成的早期较少地与其它星系发生潮汐相互作用或合并，而这些都会促进恒星的形成。这可以解释它们只含有少量的恒星。

## 例子
| - 马林1，目前已知最大的螺旋星系之一，但由于亮度极低，只有中心部分比较明显。 - 仙女座V - 飛馬座矮橢球星系 - IC 10 | - 鳳凰座矮星系 - 人馬座矮不規則星系 (SagDIG) - 六分儀座A | - 六分儀座B - 沃爾夫-隆達馬克-梅洛帝星系 (WLM) |